# Принципова схема
Принципо́ва схе́ма — схема, що визначає повний склад елементів і зв'язків між ними і, як правило, дає детальне уявлення про принципи роботи виробу (установки).

## Види принципових схем
Згідно з ЄСКД принципові схеми можуть бути таких видів:
- принципова кінематична схема — графічна схема, на якій показано послідовність передачі руху від двигуна через передавальний механізм до робочих органів машини (наприклад, шпинделю верстата, різальному інструменту, ведучим колесам автомобіля та ін.) і їх взаємозв'язок;
- принципова електрична схема — конструкторський графічний документ, який повністю пояснює принцип роботи електричного (електронного) виробу, електричні зв'язки між елементами його електричної схеми, вказує на елементи які використовуються у схемі;
- принципова гідравлічна схема — графічна схема, на якій показано усі складові елементи (гідроапаратура) гідравлічної схеми та зв'язки між ними через трубопроводи.

та ін.

## Особливості виконання принципових схем
Для зображення на принципових схемах елементів і пристроїв використовують умовні графічні позначення, встановлені відповідними стандартами ЄСКД. На принциповій схемі зображують всі елементи і пристрої, необхідні для здійснення й контролю заданих процесів, усі  зв'язки між елементами, а також елементи, якими закінчуються вхідні і вихідні каскади.
Принципові схеми виконують без дотримання масштабу, дійсне просторове розташування складових частин не враховується, або враховується приблизно.
Кожний елемент, зображений на принциповій схемі, повинен мати літерно-цифрове позиційне позначення. Для позиційних позначень використовують переважно літери латинського алфавіту та арабські цифри, які проставляють на схемі поряд з умовними графічними позначеннями елементів з правої сторони або над ними.
Позиційне позначення елемента в загальному випадку складається з трьох частин, які вказують вид елемента, його номер і функцію. Вид і номер — обов'язкова частина літерно-цифрової позиційної познаки. Вони повинні бути надані всім елементам. Покажчик функції елемента не призначений для ідентифікації елемента і не є обов'язковим.